# Robert Sutherland
Robert Sutherland (* 1. Januar 1907; † 1. Januar 1968) war ein britischer Mittel- und Langstreckenläufer.
Bei den British Empire Games 1930 in Hamilton wurde er für Schottland startend Sechster im Meilenlauf, Vierter über drei Meilen und Fünfter über sechs Meilen.
1930 und 1933 errang er Silber beim Cross der Nationen.